# Literaturpreis Wartholz
Der Literaturpreis Wartholz war ein von 2008 bis 2018 im Schloss Wartholz in der Gemeinde Reichenau an der Rax, Niederösterreich, vergebener Literaturpreis. Er wurde 2018 zum letzten Mal vergeben.
Der Literaturpreis Wartholz wurde mit 10.000 Euro dotiert. Ein Publikums- und ein Newcomer-Preis wurden jeweils mit 2.000 bis 5.000 Euro prämiert. Veranstalter und Hauptfinanzier waren die Besitzer der Schlossgärtnerei Wartholz, Michaela und Christian Blazek; Hauptsponsoren waren die Niederösterreichische Landesregierung und das Bundesministerium für Unterricht, Kunst und Kultur.
2016 wurde der Literaturpreis Wartholz nicht auf Schloss Wartholz, sondern in der Ausstellungskirche St. Peter an der Sperr in Wiener Neustadt vergeben, was als ein Zeichen für die Verbindung von Stadt und Land gewertet werden sollte.
Bewerben konnten sich Autoren, „die in deutscher Sprache schreiben und bereits literarische Texte (in den letzten fünf Jahren mindestens einen Text in einer namhaften Literaturzeitschrift, als Zeitungsfeuilleton bzw. in Buchform, nicht jedoch im Eigenverlag oder im Internet) veröffentlicht haben“. Von den Einreichungen (2011: 799; 2010: 651; 2009: rund 500) wurden zwischen 9 und 16 Autoren ausgewählt, die zur Lesung eingeladen und unmittelbar anschließend von einer Jury bewertet werden. Die gelesenen Texte werden in Buchform veröffentlicht.

## Preisträger
| Jahr | Preisträger             | Finalisten | Publikumspreis          | Newcomerpreis    | Land Niederösterreich Literaturpreis (seit 2015) |
| ---- | ----------------------- | --- | ----------------------- | ---------------- | ------------------------------------------------ |
| 2008 | Andrea Winkler          | Michael Stavarič, Angelika Reitzer, Andrea Winkler, Bernhard Seiter, Martin Menzinger, Daniel Oliver Bachmann, Andrea Drumbl, Ulrich Schlotmann, Claudia Gabler |                         |                  |                                                  |
| 2009 | Michael Stavarič        | Daniel Oliver Bachmann, Michaela Falkner, Ingrid Gorr, Constantin Göttfert, Marcus Hammerschmitt, Andrea Heuser, Katharina Joanowitsch, Henriette Langer, Marcus Neuert, Alexander Peer, Othmar Plöckinger, Eva Roman, Christian Schloyer, Lisa Spalt, Michael Stavarič, Rita Tiemann |                         |                  |                                                  |
| 2010 | Christian Steinbacher   | Margit Kuchler-D'Aiello, Volker Altwasser, Ernesto Castillo, Matthias Hirth, Gunnar Kunz, Bruno Preisendörfer, Clemens J. Setz, Ferdinand Scholz, Katharina Tiwald, Barbara Zeman | Nellja Veremej          | Nellja Veremej   |                                                  |
| 2011 | Regina Dürig            | Axel Görlach, Sonja Harter, Semier Insayif, Sascha Kokot, Jürgen Lagger, Norbert Müller, Frank Schablewski, Ulrike Schäfer, Ivo Schneide, Ilona Stumpe-Speer | Regina Dürig            | Silvia Wolkan    |                                                  |
| 2012 | Barbara Zeman           | Sigrid Behrens, Iris Blauensteiner, Harald Darer, Sascha Kokot, Jule D. Körber, Stefan Lehnberg, Ralf Schwob, Andreas Unterweger, Julia Weber | Kai Weyand              | Julia Veihelmann |                                                  |
| 2013 | Karin Peschka           | Volker Harry Altwasser, Michael Dangl, Harald Darer, Andrea Grill, Christina Leicht, Andreas Neeser, Karin Peschka, Julia Sandforth, Ursula Wiegele, Hadmar von Wieser, Erika Wimmer Mazohl                                                                                           | Julia Sandforth         | Florian Wacker   |                                                  |
| 2014 | Stephan Groetzner       | Stefan Beuse, Max Czollek, Hinrich von Haaren, Verena Mermer, Franz Miklautz, Markus Orths, Ann-Sophie Reitz, Christian Ritter, Andreas Thamm, Adi Traar | Stephan Groetzner       | Simone Lappert   |                                                  |
| 2015 | Sara Magdalena Schüller | Stefan Ferdinand Etgeton, Sebastian Guhr, Synke Köhler, Sebastian Lehmann, Sara Magdalena Schüller, Pete Smith, Katharina Johanna Ferner, Rhea Krcmárová, Katharina Luger, Robert Prosser, Marlen Schachinger, Carolina Schutti                                                       | Sara Magdalena Schüller | Synke Köhler     | Rhea Krcmárová                                   |
| 2016 | Susanna Mewe            | Didi Drobna, Josef Kleindienst, Jürgen Lagger, Joël László, Susanna Mewe, Pyotr Magnus Nedov, Marlen Schachinger, Katharina Tiwald, Cornelia Travnicek, Robert Prosser, Steffen Roye, Ursula Wiegele                                                                                  | Robert Prosser          | Steffen Roye     | Robert Prosser                                   |
| 2017 | Cédric Weidmann         | Matthias Amann, Susanne Dressler, Knut Gerwers, Sebastian Hage-Packhäuser, Markus Liske, Monika Koncz, Thomas Rackwitz, Christian Ritter, Christian Schulteisz, Isabella Straub, Andreas Unterweger, Cedric Weidmann                                                                  | Markus Liske            | Monika Koncz     | Sebastian Hage-Packhäuser                        |
| 2018 | Melanie Khoshmashrab    | Janine Adomeit, Claus Berg, Beata Berta, Doris Brockmann, Irene Diwiak, Stephan Groetzner, Maria Jansen, Matthias Jügler, Melanie Khoshmashrab, Thomas Kunst, Ron Winkler, Christine Zureich                                                                                          | Maria Jansen            | Beata Berta      | Thomas Kunst                                     |